# Verriegelung
Die Verriegelung ist ein Mechanismus oder Vorgang, bei dem ein beweglicher Gegenstand in seiner Position fixiert wird. Das Wort stammt vom mhd. verrigelen ab, das auf das ahd. rigil zurückgeht und ein Querholz zum Versperren einer Tür bezeichnete – die Urform des Riegels. Es wird in vielen Sachgebieten verwendet, ohne dass eine verbindliche Definition existiert, z. B. in den Bereichen: Computer, Maschinenbau, Medizin, Regeltechnik und Technik, allgemein.

## Zweck
Eine Verriegelung soll ungewollte Zustände, Abläufe oder Ereignisse verhindern und kann mechanischer, elektrischer oder anderer Art sein und dafür verschiedene Mechanismen oder Technologien nutzen. Sie soll Schäden an Umwelt, technischen Geräten oder Gefahr für Leib und Leben verhindern, die Privatsphäre schützen oder kann anderen spezifischen Anforderungen dienen. Eine Verriegelung ist so ausgeführt, dass sie nicht unbeabsichtigt aktiviert oder überwunden werden kann. 

## Mechanische Verriegelung
Eine mechanische Verriegelung kann jede Vorrichtung sein, die einen beweglichen Gegenstand mit mechanischer Kraft in seiner Position fixiert. Es gibt zahllose Beispiele: 
- Jedes Türschloss ist eine mechanische Verriegelung für Türen.
- Schließzylinder nach DIN 18252-3 verwenden eine Mehrfachverriegelung für höhere Sicherheit.
- Notausschalter mit mechanischer Verriegelung können nach Betätigung nur mit einem Schlüssel deaktiviert werden.
- Taschenmesser können nach der Art ihrer Verriegelung unterschieden werden.
- Schusswaffen besitzen verriegelte oder unverriegelte Verschlüsse.
- Der Fenstergriff steuert die Verriegelung von Fenstern zum Öffnen, Kippen und Schließen.
- Die Motorhaube wird mechanisch verriegelt.
- Manche Computerkabel besitzen 2 Schrauben als mechanische Verriegelung.

## Elektrische Verriegelung
Gemäß Internationalem Elektrotechnischen Wörterbuch ist eine Verriegelungseinrichtung eine Einrichtung, die die Betätigung eines elektrischen Betriebsmittels vom Zustand, der Stellung oder der Betätigung eines oder mehrerer anderer Betriebsmittel abhängig macht.
Für eine sichere Verriegelung z. B. in Schaltanlagen gibt es einige grundsätzliche Regeln; darüber hinaus können diese durch den Betreiber der Anlage erweitert werden.
Beispiele für Regeln:
- Trennschalter können nur bei ausgeschaltetem Leistungsschalter betätigt werden (Schutz gegen Schalten unter Last).
- In der Zwischenstellung eines Trennschalters kann der Leistungsschalter nicht eingeschaltet werden (Störstellungserfassung).
- Trennschalter können nur bei ausgeschaltetem Erdungsschalter betätigt werden.
- Erdungsschalter können nur bei ausgeschaltetem Trennschalter betätigt werden.
- Beim Ausfallen der Hilfsspannung wird der Leistungsschalter gesperrt und alle anderen Schalterstellungen bleiben unverändert.

Diese Funktionen werden auch als Schaltfehlerschutz bezeichnet (siehe Trennschalter).
Bei vielen modernen Steuerungen wird eine Verriegelung über logische Verknüpfungen realisiert. In der Elektrotechnik wird die beabsichtigte Blockierung eines Schaltgerätes durch ein anderes auch mit dem englische Fachterminus Interlocking bezeichnet. 
Beispiele elektrischer Verriegelungen: 
- Die Wende-Schützschaltung verhindert das gleichzeitigen Auslösen des Rechts- und Linkslaufs bei Elektromotoren.
- Bei Ampelanlagen ist die rote Lampe gegen die grüne verriegelt, außerdem sind die Ampeln der einzelnen Straßen gegeneinander verriegelt (es dürfen nicht alle Ampeln gleichzeitig auf "Grün" stehen).
- EN 13637 definiert die elektrische Verriegelung von Türen.

Die berufsgenossenschaftlichen Prüfgrundsätze GS-ET-19 gelten für die Prüfung von Verriegelungseinrichtungen mit elektromechanischer oder elektromagnetischer Zuhaltung als Baueinheit für sicherheitsrelevante Anwendungen. Sie umfassen die für Verriegelungseinrichtungen mit Zuhaltung erforderlichen Anforderungen und Prüfungen und ergänzen diese durch Zusatzanforderungen z. B. nach DIN EN 60947-5-1 oder DIN EN 60947-5-3. Die Prüfgrundsätze dienen als Nachweis, dass die Anforderungen des Produktsicherheitsgesetzes erfüllt sind. Die Untersuchung eines Beinaheunfalls aufgrund eines sicherheitsrelevanten Ausfalls einer Zuhaltung führte 2019 zu einer Änderung des Prüfgrundsatzes.

## Weitere Beispiele
- In der Stellwerkstechnik bei der Eisenbahn werden Verriegelungen eingesetzt, um Zusammenstöße von Zügen zu vermeiden. Bei mechanischen Stellwerken geschieht dies auch tatsächlich durch Riegel.
- Die Zentralverriegelung beim Auto betätigt elektrisch, die mechanische Verriegelung der Türen, die von den Insassen zusätzlich über den mechanischen Türverriegeler gesteuert werden kann.